# Костел Успіння Діви Марії (Острог)
Костел Внебовзяття Пресвятої Діви Марії, Острозька фара — пам'ятка християнського сакрального будівництва в Острозі на Волині (нині Рівненська область, Україна). Перебудована у 1442 році з православної церкви під костел ордену отців Домініканців. З 1887 року костел набув готичних рис, а з 1897 року класицистичних.

## Історія
У 1440 році дорогою з Італії додому в товаристві двох монахів-домініканів до Острога завітав Митрополит Київський і всієї Русі Ісидор і папський легат, щоб оголосити про прийняття унії. Похилого віку князь Федір Острозький тоді ж надав домініканцям фундуш на будівництво у місті костелу і монастиря, а сам між 1440—1441 роками прийняв постриг у Києво-Печерському монастирі.
Первісна споруда костелу не проіснувала довго і була спалена під час татарського нападу в 1443 році. Близько 1452 року домініканці залишили Острог, татарські напади на який не припиняються — будівля перетворюється на цілковиту руїну.
1582 року князь Василь Костянтин Острозький відбудовує костел у статусі парафіяльного. 1702 року реконструйовано будинок священика, перекрито костел і збудовано нову дзвіницю. Восени 1703 року до святині добудовано притвор з бабинцем. 1779 року збудовано новий дах з сиґнатуркою.
Перебудований у 1880-х роках в псевдоготичному стилі. Після пожежі 1889 року й до 1896 року костел не відновлювався через заборону це робити. Відбудований в неокласицистичному стилі за проектом Віктора Петровського.
Після Другої світової війни комуністи перетворили святиню на склад зерна. У 1948 році повернено парафіянам. У 1959 храм вчергове відібрано і перетворено на спортивну школу. Богослужіння поновлені у 1989 році.

## Архітектура

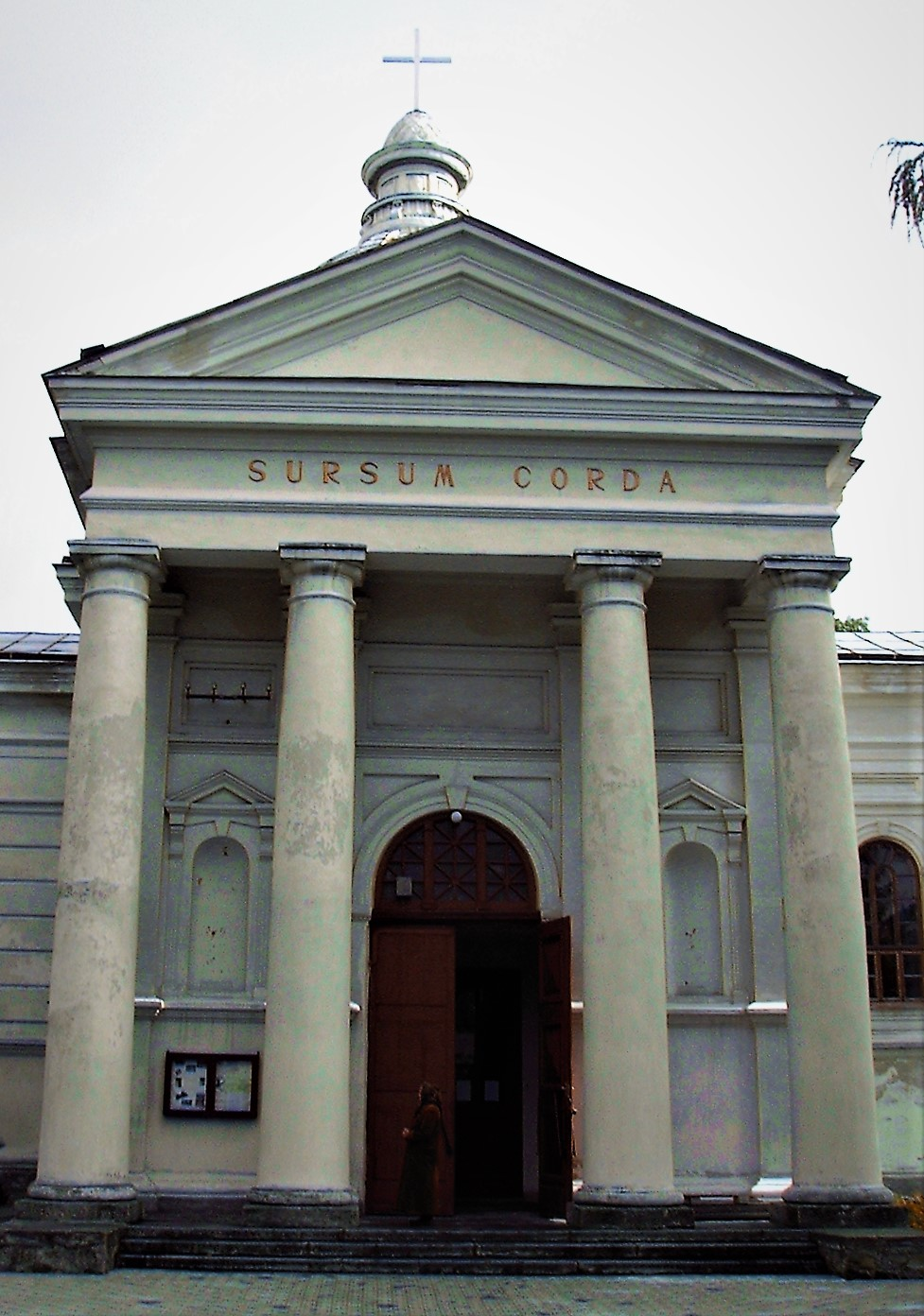
Портик з написом "Sursum corda" - "Підійміть свої серця"

Храм розплановано на латинському хрестi. Над середохрестям підноситься купол на циліндричному барабані. Західне, південне і північне прясла мають однакову довжину. Найбільш видовжена апсида, заовалена від сходу. Її стіни підперті трьома контрфорсами. До вівтарної частини в 1625 і 1750 роках добудовано два низькі об'єми.
Фасади святині помережані горизонтальним рустуванням. Арочні віконні прорізи отримали архівольтне обрамлення з замковими каменями.
Головний вхід наголошений портиком на чотири тосканські колони. Усі прясла, окрім західного, перекриті півциліндричними склепіннями. Західне — хрестовим. В інтер'єрі пам'ятки домінує висотне розкриття баневого простору.

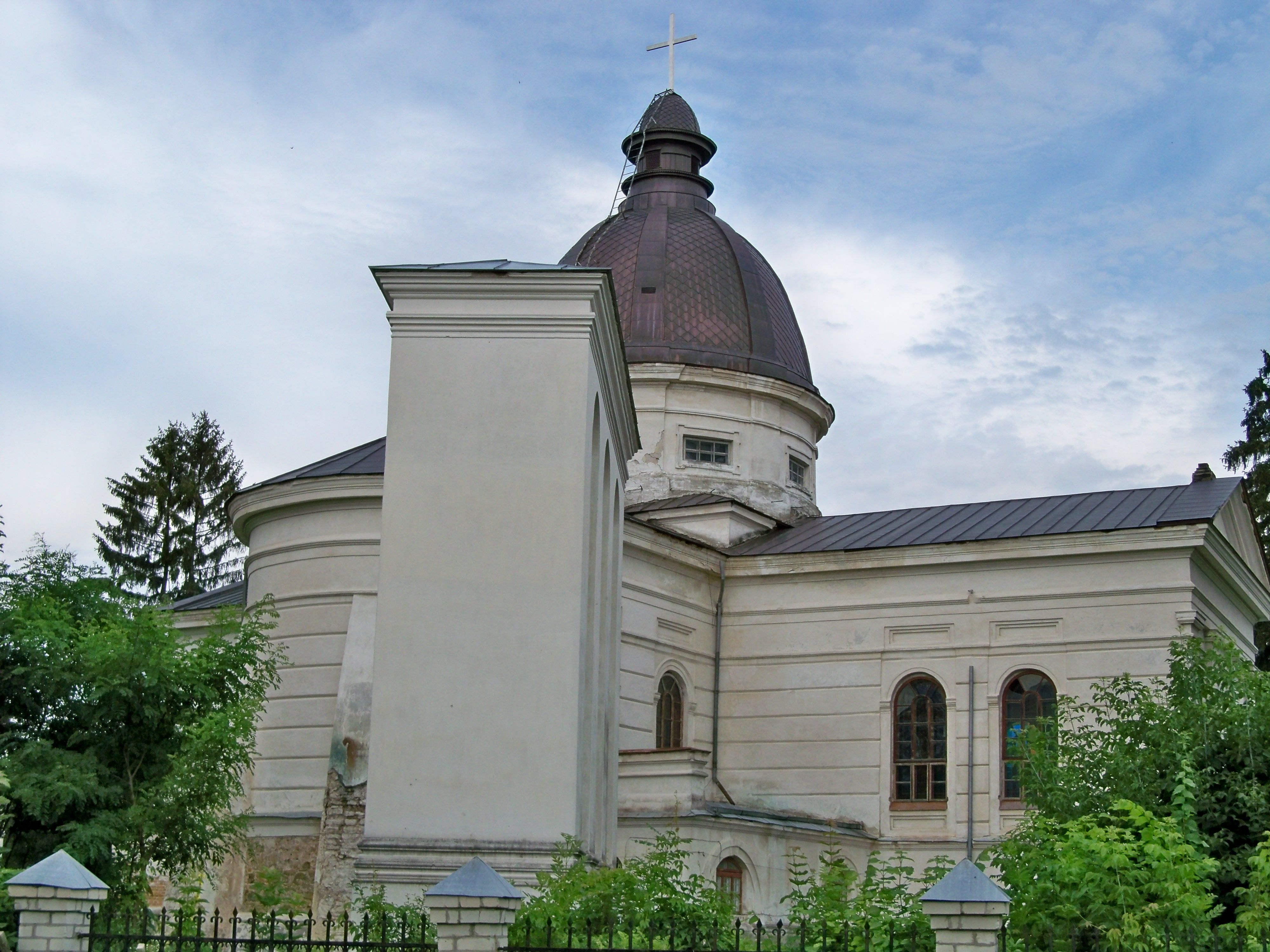
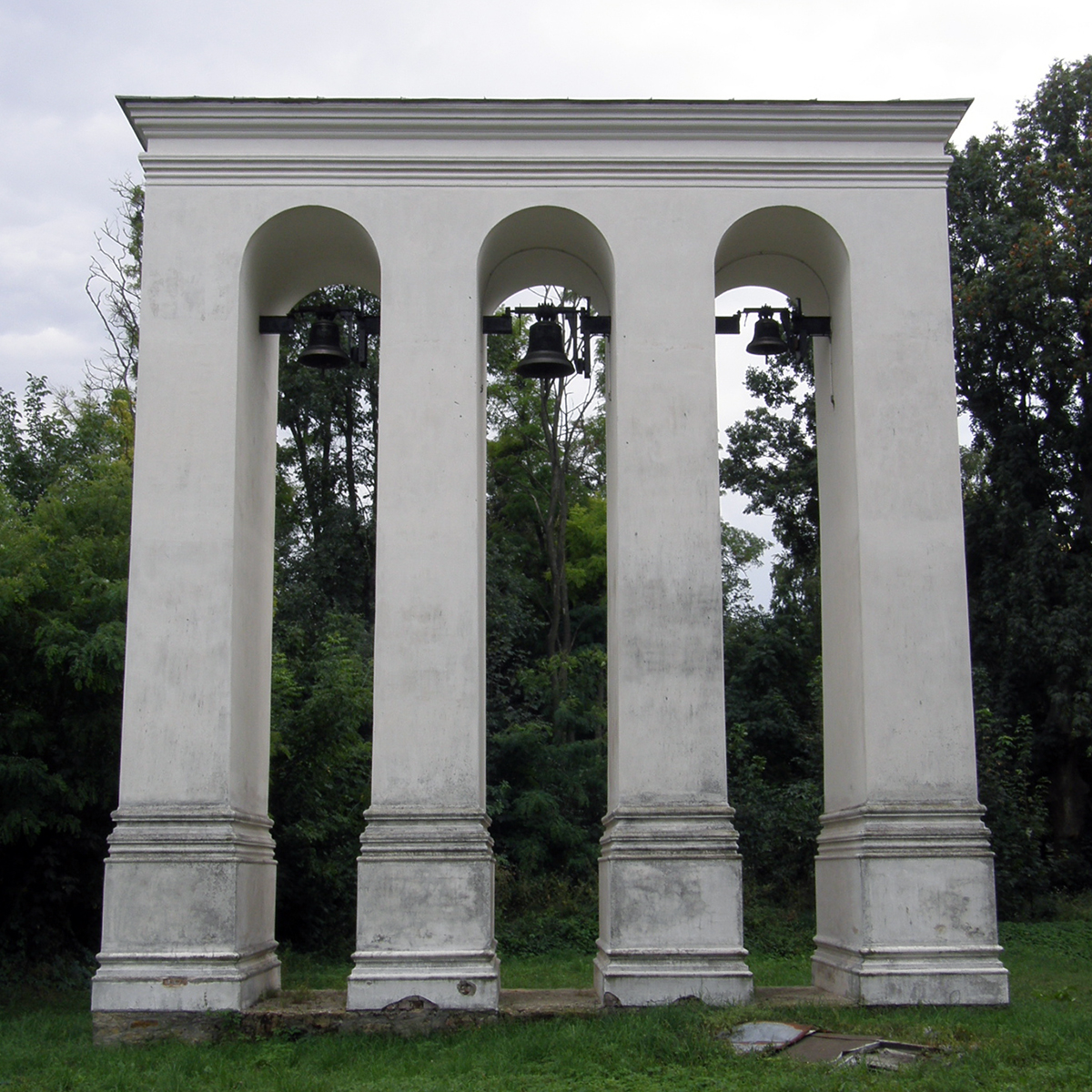
Дзвіниця костелу
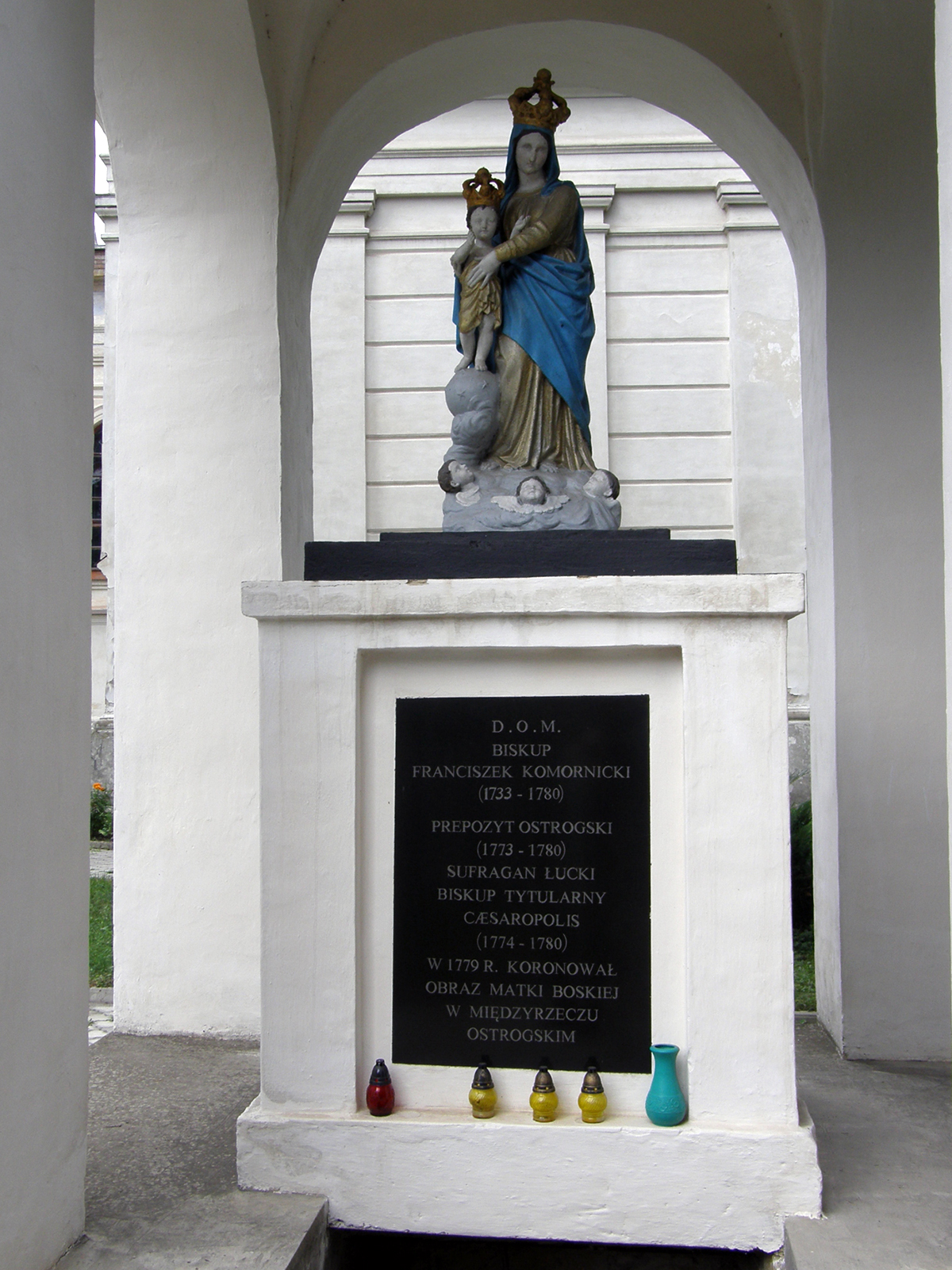
склеп у подвір'ї костелу

## Усипальниця
- За даними о. Каспера Несецького ТІ, 1723 року в підземеллях костелу були перепоховані після закінчення Північної війни Анна Алоїза з Острозьких та її чоловік Ян Кароль Ходкевич.[2]
- Валентин Косаковський[3]